# 도코 (가수)
도코(본명: 김동관, 1995년 2월 25일 ~ )는 대한민국의 음악 프로듀서, 가수이다. 2018년 EP 《Find Them All #3-DOKO》로 데뷔했다.

## 방송
- 리슨 업 (2022) - Top8

## 공연
- the 청춘 콘서트 (2020)